# Heteropodagrion superbum
Heteropodagrion superbum – gatunek ważki z rodziny Heteragrionidae. Występuje w północno-zachodniej części Ameryki Południowej. Stwierdzony w Kolumbii i Ekwadorze; stwierdzenie z Panamy prawdopodobnie dotyczy nieopisanego jeszcze gatunku.